# Kierwik (jezioro)
Kierwik – jezioro w woj. warmińsko-mazurskim, w powiecie szczycieńskim, w gminie Świętajno, leżące na terenie Równiny Mazurskiej.

## Opis
Wędkarsko jezioro zaliczane jest to typu leszczowego. Jezioro jest otwarte, wypływa z niego strumyk do Strugi Spychowskiej. Na terenie jeziora obowiązuje strefa ciszy.
Zbiornik wydłużony z północy na południe. Na wschodnim, łagodnie wznoszącym się brzegu rośnie las, na pozostałych były dawniej łąki i pola, obecnie są ogromne osiedla domków letniskowych. Przy południowej części jeziora leży miejscowość Kierwik. Nieco dale na północ jest miejscowość Koczek, a na zachód - Bystrz.
Dojazd taki jak do Spychowa: ze Szczytna drogą krajową 58 w stronę Ostrołęki, następnie po 1 km w lewo powiatową nr 26629 drogą do Świętajna i dalej do Spychowa. Jezioro i pozostałe wsie są na północny wschód od Spychowa. Dojazd do osiedli w większości przypadków drogami utwardzonymi.
Nad jeziorem Kierwik znajduje się stanica harcerska KH ZHP Ostrołęka, gdzie dawniej się mieścił ośrodek szkolenia policjantów.

## Turystyka
Jezioro znajduje się na terenie Mazurskiego Parku Krajobrazowego. Na całym terenie obowiązuje strefa ciszy. Woda jest dość czysta, nadaje się do kąpieli. Na zachodnim brzegu pomosty i plaże. Jezioro otoczone jest od zachodu i północy kilkoma osiedlami domków letniskowych.
Typ jeziora - leszczowe i zdecydowanie ten gatunek jest tu przeważający. Jezioro nie jest przełowione.

## Dane morfometryczne
Powierzchnia zwierciadła wody według różnych źródeł wynosi od 56,0 ha do 59,6 ha.
Zwierciadło wody położone jest na wysokości 125,2 m n.p.m. lub 125,3 m n.p.m. Średnia głębokość jeziora wynosi 6,1 m, natomiast głębokość maksymalna 16,6 m.
W oparciu o badania przeprowadzone w 1994 roku wody jeziora zaliczono do III klasy czystości.

## Hydronimia
Według urzędowego spisu opracowanego przez Komisję Nazw Miejscowości i Obiektów Fizjograficznych (KNMiOF) nazwa tego jeziora to Kierwik. W różnych publikacjach i na mapach topograficznych jezioro to występuje pod nazwami Kerwik, Kurwik' lub Kurzik. Nazwą używaną przez mieszkańców i przez turystów jest Kerwik. Dawne, niemieckie nazwy jeziora to Kerwuke, Kerwicke, Kerwogken, Kerwoyken, Kirfick, Kurwig See, Kurwick See.